# The Cabinet
The Cabinet è stata una stable di wrestling attiva nella World Wrestling Entertainment tra il 2004 e il 2006, composta dal leader John "Bradshaw" Layfield, Orlando Jordan, Danny Basham, Doug Basham, Jillian Hall e Amy Weber.
Layfield mantenne infatti il WWE Championship ininterrottamente per nove mesi (280 giorni) grazie al Cabinet e sconfisse main eventer di  SmackDown! come lo stesso Eddie Guerrero, The Undertaker, Booker T, Kurt Angle e Big Show, prima di perderlo il 3 aprile 2005 a WrestleMania 21, dove fu sconfitto da John Cena. Il regno come campione di Layfield fu all'epoca il più longevo della precedente decade, oltre a essere il più longevo nella storia di SmackDown!, ma fu successivamente eguagliato – e in seguito superato – dallo stesso Cena (380 giorni), a sua volta battuto da CM Punk (434 giorni). Anche Orlando Jordan detenne un titolo – il suo primo e unico titolo vinto sin dal suo debutto – per 173 giorni grazie a Layfield, lo United States Championship (anche il suo regno come campione fu il più longevo in un decennio – se si considerano anche i regni da campione quando il titolo era di proprietà della World Championship Wrestling, acquistata dalla WWE nel 2001 – mentre era il più longevo da quando il titolo fu reintrodotto nel 2003, per poi essere battuto negli anni seguenti) che vinse sconfiggendo Cena nella puntata di SmackDown! del 3 marzo 2005, un mese prima che Cena conquistasse il titolo da Layfield, che insieme a Jordan aveva distrutto la cintura "Spinner" di Cena. Jordan perse lo United States Championship il 21 agosto 2005 a SummerSlam, dove fu sconfitto da Chris Benoit in venticinque secondi. Infine i Basham Brothers detennero per quaranta giorni il WWE Tag Team Championship, che vinsero nella puntata di SmackDown! dell'11 gennaio 2005 sconfiggendo gli allora detentori del titolo (Rey Mysterio e Rob Van Dam) in un fatal four-way elimination tag team match che includeva anche Booker T e Eddie Guerrero e Luther Reigns e Mark Jindrak, perdendolo tuttavia il 20 febbraio seguente a No Way Out in favore di Guerrero e Mysterio.
Il futuro del Cabinet sembrò in serio dubbio nella prima metà del 2005, dopo il licenziamento della Weber, la perdita del titolo detenuto da Layfield in favore di Cena a WrestleMania 21 e i Basham Brothers che lasciarono il gruppo (i due furono successivamente separati a causa del draft) , con i soli Layfield e Jordan come membri del gruppo, che tuttavia avevano deciso di concentrarsi sulle rispettive carriera singola. Ciò sembrava dunque far presagire la fine del Cabinet, ma nella puntata di SmackDown! 16 settembre 2005, appena dopo essere stato sconfitto da Rey Mysterio, Layfield ingaggiò Jillian Hall come sua assistente nel tentativo di rinvigorire la propria carriera. Non vi fu nessuna menzione del Cabinet fino alla puntata di SmackDown! del 9 dicembre 2005, quando Jordan ha assistito Layfield durante un match e ciò portò al general manager di SmackDown! Theodore Long a sancire annunciando che Layfield e Jordan avrebbero fatto coppia in un tag team match quella stessa sera. Il ritorno del Cabinet fu ulteriormente confermato durante la puntata di Velocity del 16 dicembre seguente, quando la Hall accompagnò Jordan sul ring per un match. Tuttavia a partire dal 2006 la Hall venne separata da Layfield, Jordan fu licenziato dalla WWE e Layfield decise di ritirarsi dal wrestling per diventare il telecronista di SmackDown!, salvo annunciare il suo ritorno sul ring alla fine del 2007 e ritirarsi definitivamente nel 2009.

## Membri
Il gruppo era organizzato come un gabinetto presidenziale, da cui il nome "The Cabinet". Il marchio del gruppo era la posa "Longhorn", in cui ogni membro del gruppo sollevava le braccia in un angolo e posizionava le mani formando il simbolo di un Longhorn del Texas, richiamando la provenienza di Layfield.
- John "Bradshaw" Layfield: presidente/leader
- Orlando Jordan: capo dello staff; smise di apparire per diverso tempo insieme a Layfield dopo aver perso lo United States Championship
- The Basham Brothers (Danny e Doug Basham): co-secretari della difesa – lasciarono il gruppo nella puntata di SmackDown! del 16 giugno 2005
- Jillian Hall: segretaria/manager – licenziata da Layfield (kayfabe)
- Amy Weber: consulente d'immagine – lasciò realmente la WWE, che giustificò il suo abbandono nella storia facendola licenziare da Layfield

## Storia
Tutto cominciò nell'estate 2004 quando Layfield, allora conosciuto come Bradshaw acquisì la gimmick del magnate di Wall Street di origini texane, divenendo John Bradshaw Layfield (JBL). Layfield divenne uno dei wrestler di punta (main eventer) di SmackDown! e iniziò una faida con Eddie Guerrero per il WWE Championship: i due si affrontarono prima a Judgment Day, in uno scontro sanguinolento vinto da Guerrero per squalifica e poi in un Texas bullrope match a The Great American Bash, dove Layfield riuscì a vincere il WWE Championship in maniera controversa grazie all'aiuto dell'allora general manager di SmackDown! Kurt Angle, che lo aiutò a mantenere il titolo anche due settimane dopo in una rivincita (steel cage match) contro Guerrero. Layfield si trovò così a difendere il WWE Championship da wrestler dotati di una considerevole mole, come The Undertaker e Big Show, come da altri wrestler desiderosi di strappargli il titolo, tra cui lo stesso Guerrero e Booker T. Vista la forza dei suoi sfidanti, Layfield formò una squadra, chiamata "The Cabinet" (traducibile in italiano come "Gabinetto di Stato"), arruolando prima Orlando Jordan e poi il tag team formato da Danny Basham e Doug Basham (The Basham Brothers), servendosi del loro aiuto per mantenere il WWE Championship. Inizialmente il Cabinet comprendeva anche la Diva Amy Weber, che tuttavia venne licenziata (kayfabe) nel febbraio del 2005 per aver accidentalmente colpito Layfield con un dardo soporifero.
Sotto la guida di Layfield il Cabinet detenne tre dei quattro titoli di SmackDown! nei primi mesi del 2005, sulla falsariga di quanto accadde all'Evolution nel roster di Raw circa un anno prima: nel mese di marzo Orlando Jordan conquistò lo United States Championship contro John Cena, mentre nel mese di gennaio i Basham Brothers vinsero il WWE Tag Team Championship in un fatal four-way tag team elimination match che includeva anche le coppie formate da Booker T e Eddie Guerrero Luther Reigns e Mark Jindrak e gli allora campioni Rey Mysterio e Rob Van Dam. Tuttavia il regno da campioni dei Basham Brothers si concluse nel mese di febbraio a No Way Out, quando vennero sconfitti da Eddie Guerrero e Rey Mysterio, mentre Jordan perse il suo titolo contro Chris Benoit a SummerSlam, in un match durato venticinque secondi. Infine Layfield venne sconfitto da John Cena il 3 aprile 2005 a WrestleMania 21, lasciando così il WWE Championship al termine di un regno durato 280 giorni consecutivi. Dopo una rivincita tra i due, avvenuta a Judgment Day in un "I quit" match, Layfield non riuscì più a riconquistare il titolo.
In seguito alla perdita del WWE Championship da parte di Layfield – e la sua mancata riconquista – il Cabinet iniziò il suo lento declino: i Basham Brothers abbandonarono il gruppo durante la puntata di SmackDown! del 16 giugno 2005, dicendo di essere stanchi dello sfruttamento a cui erano sottoposti da Layfield; due settimane dopo il loro tag team si sciolse forzatamente a causa del trasferimento di Danny nel roster di Raw per effetto della draft lottery. Con la perdita di tre dei suoi cinque componenti iniziali il Cabinet sembrò ufficiosamente sciolto, ma verso l'autunno del 2005 Layfield invitò Jillian Hall a fargli da assistente durante i suoi match. Il 2 aprile 2006 a WrestleMania 22 Layfield iniziò un nuovo periodo di relativa ascesa conquistando lo United States Championship contro Chris Benoit, ma perse il titolo poche settimane dopo in un match contro Bobby Lashley. Per questo motivo la Hall venne licenziata (kayfabe) da Layfield, che nel frattempo spostò le sue attenzioni sul World Heavyweight Championship, allora detenuto da Rey Mysterio, wrestler con cui aveva avuto degli attriti già in passato. I due si sfidarono a Judgement Day, ma Layfield non riuscì a conquistare il titolo. Nella puntata di SmackDown! del 26 maggio seguente Layfield chiese una rivincita a Mysterio, il quale accettò alla sola condizione che in caso di sconfitta avrebbe dovuto abbandonare il roster di SmackDown!: Layfield venne sconfitto e fu quindi costretto ad abbandonare SmackDown!. In realtà Layfield si era realmente infortunato alla schiena prima del match di Judgement Day e la WWE creò questa storia per permettergli di recuperare dall'infortunio. Layfield continuò comunque a presenziare a SmackDown! nelle vesti di commentatore, in sostituzione di Tazz, che era passato alla rinata Extreme Championship Wrestling.
Sebbene Layfield tornò a lottare nel dicembre 2007, da allora non ha più manifestato il desiderio di ricostruirsi una sua squadra personale e ha sempre agito da solo.

## Titoli e riconoscimenti
- Pro Wrestling Illustrated
  - 5° tra i 500 migliori wrestler singoli nella PWI 500 (2005) – Layfield
- World Wrestling Entertainment
  - WWE Championship (1) – John Bradshaw Layfield
  - WWE United States Championship (2) – Layfield (1) e Jordan (1)
  - WWE Tag Team Championship (1) – Basham Brothers
- Wrestling Observer Newsletter
  - Best Gimmick (2004) – John Bradshaw Layfield